# 엔비디아 G-Sync
G-Sync(지싱크)는 엔비디아가 개발한 사유 가변주사율 기술로, 주로 스크린 테어링과 수직 동기와 같은 소프트웨어 대안의 필요성을 없애는 것을 목표로 한다. G-Sync는 비디오 디스플레이의 화면 재생 빈도가 출력 장치(그래픽 카드/내장 그래픽)의 프레임 레이트에 적응하도록 하여 스크린 테어링을 제거한다. 이는 기존에는 장치가 프레임을 출력하는 과정의 중간에 디스플레이가 새로 고쳐져 스크린 테어링 또는 두 개 이상의 프레임이 동시에 표시될 수 있었던 것과는 달리, 출력 장치가 디스플레이에 적응하는 방식이 아니다. G-Sync를 사용하려면 엔비디아가 판매하는 사유 G-Sync 모듈이 장치에 포함되어야 한다. AMD는 G-Sync와 동일한 기능을 가지면서도 로열티 프리인 유사 기술인 프리싱크를 출시했다.
엔비디아는 새로운 프레임이 준비되었는데 화면에 복사본이 그려지는 상황(지연 및 끊김을 유발할 수 있음)을 피하기 위해 특별한 충돌 방지 기능을 구축했으며, 이 경우 모듈은 새로 고침을 예측하고 다음 프레임이 완료될 때까지 기다린다. 픽셀 오버드라이브 또한 고정되지 않은 새로 고침 시나리오에서는 까다로워지며, 다음 새로 고침이 언제 발생할지 예측하고 그에 따라 오버드라이브 값을 조정하는 솔루션이 고스팅을 피하기 위해 각 패널에 구현되고 튜닝되어야 한다.

## 하드웨어
이 모듈에는 모든 기능 부품이 포함되어 있다. 이는 156K 로직 요소, 396개의 DSP 블록 및 67개의 LVDS 채널을 특징으로 하는 알테라 아리아 V GX 제품군 FPGA를 기반으로 한다. TSMC 28LP 공정에서 생산되며, 특정 대역폭을 달성하기 위해 3개의 DDR3L DRAM 칩과 쌍을 이루어 총 768 MB 용량을 갖는다. 사용된 FPGA는 모니터 패널을 구동하기 위한 LVDS 인터페이스도 특징으로 한다. 이는 일반 스케일러를 대체하고 모니터 제조업체가 전원 공급 회로 보드 및 입력 연결만 처리하면 되도록 쉽게 통합되도록 고안되었다.
GPU:
- 엔비디아 지포스 GTX 650 Ti 부스트 GPU 이상 (G-Sync, G-Sync 얼티밋)
- 지포스 10 시리즈 (파스칼) 이상 (G-Sync 호환)

드라이버:
- R340.52 이상
- R417.71 이상 (G-Sync 호환)

운영체제:
- Windows 7, 8, 8.1, 10 및 11
- 리눅스, FreeBSD, 솔라리스

시스템 요구 사항:
- GPU에서 DisplayPort 1.2를 직접 지원해야 함 (G-Sync 호환의 경우 DisplayPort 1.2a)

모니터:
- DisplayPort v1.2 이상을 통해 기본적으로 연결된 G-Sync 모니터[6] (G-Sync 호환의 경우 1.2a)

## 비판
G-Sync는 사유 특성 때문에 일부 비판을 받으며, VESA 표준 어댑티브 싱크(디스플레이포트 버전 1.2a의 선택적 기능)와 같은 무료 대안이 존재함에도 불구하고 여전히 홍보되고 있다는 점도 비판의 대상이 된다. AMD의 프리싱크가 위에서 언급한 디스플레이포트 1.2a의 선택적 구성 요소를 활용하는 반면, G-Sync는 지포스 10 시리즈(파스칼)와 같은 일부 엔비디아 지포스 그래픽 카드와 제대로 작동하기 위해 디스플레이의 일반적인 스케일러 대신 엔비디아에서 제작한 모듈이 필요하다. 그러나 AMD의 프리싱크도 활용할 수 있는 G-Sync 호환 모니터도 존재한다. G-Sync 모듈 자체도 모니터가 꺼져 있을 때 전력을 소비하는 점이 비판받았는데, 비교 가능한 기술들은 모니터가 꺼져 있을 때 전력을 전혀 소비하지 않는다. 기술 유튜버 JayzTwoCents의 기본적인 테스트에 따르면, G-Sync 모듈이 있는 모니터는 모니터가 꺼져 있을 때 약 14W를 계속 소비하는 반면, G-Sync 모듈이 없는 유사 모니터는 모니터가 꺼져 있을 때 0.0W를 소비했다.

## G-Sync 지원 모니터 목록
| 브랜드    | 모델 번호          | 출시 연도 | 해상도    | 크기  | 기본 해상도에서의 주사율 | 패널 기술  |
| --------- | ------------------ | --------- | --------- | ----- | ------------------------ | ---------- |
| Acer      | X34 Predator       | 2015      | 3440x1440 | 34    | 100 Hz                   | IPS        |
| Acer      | XB270H             | 2014      | 1920x1080 | 27"   | 144 Hz                   | TN         |
| Acer      | XB270HA            | 2014      | 1920x1080 | 27"   | 144 Hz                   | TN         |
| Acer      | XB280HK            | 2014      | 3840x2160 | 28"   | 60 Hz                    | TN         |
| Acer      | XB281HK            | 2015      | 3840x2160 | 28"   | 60 Hz                    | TN         |
| Acer      | XB271HK            | 2016      | 3840x2160 | 27"   | 60 Hz                    | IPS        |
| Acer      | XB321HK            | 2016      | 3840x2160 | 32"   | 60 Hz                    | IPS        |
| Acer      | XB240HA            | 2015      | 1920x1080 | 24"   | 144 Hz                   | TN         |
| Acer      | XB241H             | 2016      | 1920x1080 | 24"   | 144 Hz (180 Hz 오버클럭) | TN         |
| Acer      | XB241YU            | 2016      | 2560x1440 | 23.8" | 144 Hz (165 Hz 오버클럭) | TN         |
| Acer      | XB252Q             | 2017      | 1920x1080 | 24.5" | 240 Hz                   | TN         |
| Acer      | XB270HU            | 2015      | 2560x1440 | 27"   | 144 Hz                   | IPS (AHVA) |
| Acer      | XB271HU            | 2016      | 2560x1440 | 27"   | 144 Hz (165 Hz 오버클럭) | IPS (AHVA) |
| Acer      | XB271HUA           | 2016      | 2560x1440 | 27"   | 144 Hz (165 Hz 오버클럭) | TN         |
| Acer      | XB272              | 2017      | 1920x1080 | 27"   | 240 Hz                   | TN         |
| Acer      | X34                | 2015      | 3440x1440 | 34"   | 60 Hz (100 Hz 오버클럭)  | IPS        |
| Acer      | Z271               | 2016      | 1920x1080 | 27"   | 144 Hz                   | VA         |
| Acer      | Z301C              | 2016      | 2560x1080 | 29.5" | 144 Hz (200 Hz 오버클럭) | VA         |
| Acer      | Z35                | 2016      | 2560x1080 | 35"   | 144~200 Hz               | VA         |
| AOC       | G2460PG            | 2014      | 1920x1080 | 24"   | 144 Hz                   | TN         |
| AOC       | AG271QG            | 2016      | 2560x1440 | 27"   | 165 Hz                   | IPS (AHVA) |
| AOC       | AG271UG            | 2017      | 3840x2160 | 27"   | 60 Hz                    | IPS        |
| AOC       | AG352UCG           | 2017      | 3440x1440 | 35"   | 100 Hz                   | VA         |
| Asus      | PG348Q             | 2016      | 3440x1440 | 34"   | 100 Hz                   | IPS        |
| Asus      | PG278Q             | 2014      | 2560x1440 | 27"   | 144 Hz                   | TN         |
| Asus      | PG278QR            | 2016      | 2560x1440 | 27"   | 165 Hz                   | TN         |
| Asus      | PG279Q             | 2015      | 2560x1440 | 27"   | 144 Hz (165 Hz 오버클럭) | IPS (AHVA) |
| Asus      | PG27AQ             | 2015      | 3840x2160 | 27"   | 60 Hz                    | IPS        |
| Asus      | PG27UQ             | 2018      | 3840x2160 | 27"   | 144 Hz                   | IPS (HDR)  |
| Asus      | PG248Q             | 2016      | 1920x1080 | 24"   | 144 Hz (180 Hz 오버클럭) | TN         |
| Asus      | PG258Q             | 2016      | 1920x1080 | 24.5" | 240 Hz                   | TN         |
| BenQ      | XL2420G            | 2015      | 1920x1080 | 24"   | 144 Hz                   | TN         |
| Dell      | AW3418DW           | 2017      | 3440x1440 | 34"   | 100 Hz (120 Hz 오버클럭) | IPS        |
| Dell      | AW2721D            | 2020      | 2560x1440 | 27"   | 240 Hz                   | IPS        |
| Dell      | AW3418HW           | 2017      | 2560x1080 | 34"   | 144 Hz (160 Hz 오버클럭) | IPS        |
| Dell      | S2716DG            | 2016      | 2560x1440 | 27"   | 144 Hz                   | TN         |
| Dell      | S2417DG            | 2016      | 2560x1440 | 24"   | 144 Hz (165 Hz 오버클럭) | TN         |
| Philips   | 272G5DYEB          | 2014      | 1920x1080 | 27"   | 144 Hz                   | TN         |
| LG        | 32GK850G-B         | 2017      | 2560x1440 | 32"   | 144 Hz (165 Hz 오버클럭) | VA         |
| LG        | 34UC89G-B          | 2017      | 2560x1080 | 34"   | 144 Hz (166 Hz 오버클럭) | IPS        |
| ViewSonic | XG2703-GS          | 2016      | 2560x1440 | 27"   | 144 Hz (165 Hz 오버클럭) | IPS (AHVA) |
| HP        | OMEN X Emperium 65 | 2019      | 3840x2160 | 64.5" | 144 Hz                   | VA         |
| Acer      | X35                | 2019      | 3440x1440 | 35"   | 180 Hz (200 Hz 오버클럭) | VA         |

## 출시 예정 G-Sync 지원 모니터 목록
| 브랜드 | 모델 번호     | 해상도    | 크기 | 기본 해상도에서의 주사율 | HDR | 패널 기술 |
| ------ | ------------- | --------- | ---- | ------------------------ | --- | --------- |
| Acer   | XB272-HDR     | 3840x2160 | 27"  | 144 Hz                   | Yes | IPS       |
| Acer   | Predator BFGD | 3840×2160 | 65"  | 120 Hz 오버클럭          | Yes | ?         |
| AOC    | AG273UG       | 3840x2160 | 27"  | 144 Hz                   | Yes | IPS       |
| AOC    | AG273QCG      | 2560x1440 | 27"  | 165 Hz                   | No  | TN        |
| AOC    | AG353UCG      | 3440×1440 | 35"  | 200 Hz 오버클럭          | Yes | VA        |
| Asus   | PG35VQ        | 3440x1440 | 35"  | 200 Hz                   | Yes | AMVA?     |
| Asus   | PG65          | 3840×2160 | 65"  | 120 Hz 오버클럭          | Yes | ?         |

## G-Sync 지원 데스크톱 GPU 목록
| 아키텍처                 | 아키텍처               | 아키텍처            | 아키텍처           | 아키텍처 | 아키텍처             | 아키텍처           | 아키텍처           |                    |
| 케플러                   | 케플러 (리프레시)      | 맥스웰              | 파스칼             | 볼타     | 튜링                 | 암페어             | 에이다 러브레이스  | 블랙웰             |
| ------------------------ | ---------------------- | ------------------- | ------------------ | -------- | -------------------- | ------------------ | ------------------ | ------------------ |
| 지포스 GTX 650 Ti 부스트 | 지포스 GTX 760         | 지포스 GTX 745      | 지포스 GT 1030     | 타이탄 V | 지포스 GTX 1650      | 지포스 RTX 3050    | 지포스 RTX 4060    | 지포스 RTX 5070    |
| 지포스 GTX 660           | 지포스 GTX 770         | 지포스 GTX 750      | 지포스 GTX 1050    |          | 지포스 GTX 1650 슈퍼 | 지포스 RTX 3060    | 지포스 RTX 4060 Ti | 지포스 RTX 5070 Ti |
| 지포스 GTX 660 Ti        | 지포스 GTX 780         | 지포스 GTX 750 Ti   | 지포스 GTX 1050 Ti |          | 지포스 GTX 1660      | 지포스 RTX 3060 Ti | 지포스 RTX 4070    | 지포스 RTX 5080    |
| 지포스 GTX 670           | 지포스 GTX 780 Ti      | 지포스 GTX 950      | 지포스 GTX 1060    |          | 지포스 GTX 1660 슈퍼 | 지포스 RTX 3070    | 지포스 RTX 4070 Ti | 지포스 RTX 5090    |
| 지포스 GTX 680           | 지포스 GTX 타이탄      | 지포스 GTX 960      | 지포스 GTX 1070    |          | 지포스 GTX 1660 Ti   | 지포스 RTX 3070 Ti | 지포스 RTX 4080    |                    |
| 지포스 GTX 690           | 지포스 GTX 타이탄 블랙 | 지포스 GTX 965M     | 지포스 GTX 1070 Ti |          | 지포스 RTX 2060      | 지포스 RTX 3080    | 지포스 RTX 4090    |                    |
|                          | 지포스 GTX 타이탄 Z    | 지포스 GTX 970      | 지포스 GTX 1080    |          | 지포스 RTX 2060 슈퍼 | 지포스 RTX 3080 Ti |                    |                    |
|                          |                        | 지포스 GTX 970M     | 지포스 GTX 1080 Ti |          | 지포스 RTX 2070      | 지포스 RTX 3090    |                    |                    |
|                          |                        | 지포스 GTX 980      | 타이탄 X           |          | 지포스 RTX 2070 슈퍼 | 지포스 RTX 3090 Ti |                    |                    |
|                          |                        | 지포스 GTX 980M     | 타이탄 Xp          |          | 지포스 RTX 2080      |                    |                    |                    |
|                          |                        | 지포스 GTX 980 Ti   |                    |          | 지포스 RTX 2080 슈퍼 |                    |                    |                    |
|                          |                        | 지포스 GTX 타이탄 X |                    |          | 지포스 RTX 2080 Ti   |                    |                    |                    |
|                          |                        |                     |                    |          | RTX 타이탄           |                    |                    |                    |

## G-Sync 노트북
엔비디아는 G-Sync가 노트북 제조업체에 제공될 것이며, 이 경우 GPU가 스케일러 없이 디스플레이에 직접 연결되므로 특별한 모듈이 필요하지 않을 것이라고 발표했다.
엔비디아에 따르면, 동일 모델의 모든 노트북이 동일한 LCD 패널을 사용할 것이기 때문에 미세 조정이 여전히 가능하며, 가변 오버드라이브는 GPU에서 실행되는 셰이더에 의해 계산될 것이고, 프레임 충돌 방지 형태도 구현될 것이라고 한다.

## "대형 포맷" 게이밍 디스플레이
CES 2018에서 엔비디아는 HP, 에이수스, 에이서가 제작한 65인치 패널, 4K, HDR 및 G-Sync를 지원하는 대형 게이밍 모니터 라인을 발표했다. G-Sync 모듈의 포함은 이 모니터들을 TV 크기의 디스플레이 중 최초로 가변 주사율 기능을 갖춘 제품으로 만들었다.

## G-Sync 호환 디스플레이
CES 2019에서 엔비디아는 프리싱크 기술을 사용하는 가변주사율 모니터를 G-Sync 호환이라는 새로운 표준으로 지원할 것이라고 발표했다. 이 새로운 표준에 해당하는 모든 모니터는 엔비디아의 테스트를 거쳐 가변 주사율의 기본 요구 사항을 충족하며, 엔비디아 GPU와 함께 사용될 때 G-Sync를 자동으로 활성화한다. 그러나 공식적으로 인증되지 않은 프리싱크 모니터를 포함하여 모든 프리싱크 모니터 사용자는 엔비디아 제어판에서 G-Sync 옵션을 활성화할 수 있다.
G-Sync와 달리 G-Sync 호환 디스플레이는 GTX 10 시리즈 이후의 그래픽 카드와만 호환된다.

## 같이 보기
- AMD FreeSync